# Noorddijkpolder
De Noorddijkpolder is een polder ten noordoosten van Kloosterzande, waarin zich het dorp Walsoorden bevindt.
Waarschijnlijk heeft deze polder ooit een grotere omvang gehad en werd ze begin 13e eeuw door de monniken van de Abdij Ten Duinen bedijkt. Ze werd echter, waarschijnlijk kort na 1575, geïnundeerd en in 1622 in kleinere omvang herdijkt. De huidige oppervlakte bedraagt 67 ha.
Het is een langgerekte polder waarvan de oostelijke dijk over een lengte van 1,5 km een zeewerende functie heeft. Een deel van de Noorddijkpolder is in 2015 ontpolderd als natuurcompensatie voor de verdieping van de Westerschelde. Het ontstane natuurgebied kreeg de naam  Magere Merrieschor.

## Oude Hoofd
Het Oude Hoofd is een strekdam van 350 meter lang in het uiterste noorden van deze polder. Waarschijnlijk is deze gebouwd op initiatief van Antoon Wydoit, abt van de Abdij Onze-Lieve-Vrouw Ten Duinen te Koksijde en bestuurder van Hof te Zande. In 1574 roemde men de dam als een hoofd zeer gemakkelijk om te landen voor alle boten, en men sprak later wel over één der merkwaardigste waterbouwkundige werken van Zeeland. Vermoedelijk was de basis van de dam het restant van een oudere dijk. Toen later, onder de Prinsen van Oranje, nog enkele andere hoofden werden aangelegd, sprak men van het Oude Hoofd.
Uiteindelijk bleek het Oude Hoofd een gevaarlijk obstakel voor de scheepvaart naar Antwerpen, wat reeds in 1912 een punt voor de Belgische regering bleek te zijn. Acht schepen zijn tussen 1920 en 1940 gezonken in de buurt van het Oude Hoofd. In 1966-1967 werd het Oude Hoofd daarom met 160 meter ingekort.